# Closes Vol. 1
Closes Vol. 1 — третій неофіційний альбом шотландського електронного дуету Boards of Canada, випущений у 1992 (див. 1992 в музиці) обмеженим касетним тиражем.
Як і решта інших ранніх альбомів гурту, Closes Vol. 1 був власноруч записаний учасниками гурту на аудіокасети, і розповсюджувався лише серед друзів та родичів гурту.
З 1992 року, альбом був перевиданий один раз у 1997, на компакт-дисках, але цей тираж також розповсюджувався лише серед друзів та родичів гурту; жодна з композицій альбому не опинялася у відкритому доступі. У кінці 1990-х, на шотландському сайті EHX було опубліковано інформацію про ранні альбоми Boards of Canada; звідти відома інформація про назви та тривалість композицій, а також обкладинка альбому.
У 2014 році шотландський фотограф Пітер Іен Кемпбелл, що часто працював над візуальними компонентами альбомів Boards of Canada, опублікував на своєму сайті зображення, що стало джерелом обкладинки Closes Vol. 1. Зображення ідентичне обкладинці, що була опублікована на сайті EHX у 1990-х, за виключенням відсутності тексту з назвою гурту та альбому у правому верхньому кутку. Зображення являє собою серію з 12 кадрів з відеокасети; на сайті Кемпбелла воно було опубліковане у високій якості, що дозволяє побачити на нанесені на окремі кадри дати серпня 1997 року. Через це можна припустити, що ця обкладинка використовувалася лише для перевидання альбому 1997 року, а оригінальне касетне видання мало іншу обкладинку.
Як і з більшістю ранніх альбомів Boards of Canada, у мережі інтернет можна знайти велику кількість музики, яку видають за композиції з Closes Vol. 1, але жодна з композицій з альбому не зʼявлялася в широкому доступі.

## Список композицій
1. «Treeline» — 1:02
2. «Godever» — 1:51
3. «True Map» — 5:22
4. «Close1» — 0:50
5. «5d» — 5:21
6. «Focus On The Spiral» — 1:28
7. «Tends Towards» — 8:48
8. «Close2» — 1:04
9. «Eye / Ear» — 6:58
10. «Helios Sound» — 0:30
11. «Ithcus Sound» — 0:30
12. «Found The Way» — 6:06
13. «Close3» — 0:26
14. «Numerator (Original)» — 6:31
15. «Fonec» — 5:42
16. «Trillions» — 3:19
17. «Close4» — 0:34